# El Torno
El Torno este un oraș din Spania, situat în provincia Cáceres din comunitatea autonomă Extremadura. Are o populație de 1.012 de locuitori (2007).